# جيف زلزلي
جيف زلزلي (ولد جعفر الصادق زلزلي) هو عارض أزياء وممثل لبناني معتزل. ظهر في إحدى الأغنيات المصورة لنانسي عجرم ومثل في فيلم عمر وسلمى 2 وقدم فقرة الموضة في برنامج يسعد صباحك في الفضائية المصرية وظهر كذلك في بعض الإعلانات المصورة. مثل في كليب «بتفكر في إيه» لنانسي عجرم. اعتزل عقب ذلك عرض الأزياء والتمثيل.

## النشأة والمسيرة
ولد جعفر الصادق في لبنان لمحمد زلزلي وفدوى. درس الهندسة المدنية في جامعة بيروت العربية. عمل عارضا للأزياء وسطع نجمه عندما حاز على لقب ملك جمال العالم في فعالية اُقيمت في لبنان شارك فيها متسابقون من دول مختلفة. مثل في كليب «بتفكر في إيه» من ألبوم بتفكر في إيه لنانسي عجرم والذي حاز على جائزة ورلد ميوزك أورد عن منطقة الشرق الأوسط في 2008. مثل أيضا في فيلم عمر وسلمى 2 في 2009 والذي مثل فيه كذلك تامر حسني ومى عز الدين وعزت أبو عوف. و في 2012 مثل في مسلسل الغالبون 2 في تلفزيون المنار. اعتزل بعد ذلك عرض الأزياء والتمثيل لأسباب دينية.

## الجوائز
- ملك جمال العالم، بيروت، لبنان، 2007
- جائزة من مهرجان القاهرة للإعلام العربي الخامس عشر، 2009

## الحياة الشخصية
خطب عارضة الأزياء اللبنانية نتالي فضل الله على الهواء في برنامج للنشر الذي يقدمه طوني خليفة حيث كانا ضيفين في الحلقة. ثم فسخا خطبتهما لاحقا بسبب رفض عائلتيهما. وهو أحد أقرباء المغني علاء زلزلي.

## أعماله

جيف زلزلي في كليب بتفكر في إيه

### أفلام
- عمر وسلمى 2، 2009

### مسلسلات
- الغالبون، الجزء 2، تلفزيون المنار، 2012

### كليبات
- بتفكر في إيه، ألبوم بتفكر في إيه، نانسي عجرم، 2008

### تلفزيون
- فقرة الموضة، يسعد صباحك، الفضائية المصرية

## وصلات خارجية
- جيف زلزلي  على فيسبوك.
- بتفكر في إيه قناة ميلودي في يوتيوب
- إعلان جيف زلزلي لمشروب إكس إكس إل 6 أغسطس 2011
- جيف زلزلي في برنامج «لايف كونفرسياشن» لعدنان أوكتار 26 مايو 2012